# Felix Ayensu
Felix Ayensu, né au XXe siècle, est un taekwondoïste ghanéen.

## Carrière
Felix Ayensu est champion du Ghana des poids légers en 1981. Il dispute ses premiers Championnats du monde en 1983 à Copenhague.
Aux Jeux africains de 1987 à Nairobi, il remporte la médaille d'argent dans la catégorie des moins de 64 kg.